# Уинстон-Сейлем
Уи́нстон-Се́йлем (англ. Winston-Salem) — город на востоке США, штат Северная Каролина.
234 349 жителей (2012). Крупнейший в США центр текстильной и табачной промышленности. Развито машиностроение, мебельная, швейная и др. промышленность. Университет. В городе ежегодно проходит открытый чемпионат Уинстон-Сейлема по теннису, предваряющий Открытый чемпионат США по теннису.
Название города послужило основой для всемирно известных марок сигарет Winston и Salem, так как здесь жил американский табачный магнат Ричард Джошуа Рейнольдс. В городе расположена штаб-квартира производителя нижнего белья Hanesbrands.

## Достопримечательности
- Старый Салем

## Города-побратимы
| Город       | Страна            | Дата | Ссылка |
| ----------- | ----------------- | ---- | ------ |
| Букараманга | Колумбия          |      |        |
| Кумаси      | Гана              |      |        |
| Нассау      | Багамские Острова |      |        |
| Унгень      | Молдавия          |      |        |
| Шанхай      | КНР               |      |        |